# Spateldrongo
De spateldrongo (Dicrurus remifer) is een zangvogelsoort uit de familie Dicruridae (drongo's).

## Kenmerken
De spateldrongo is 26,5 cm lang; het is een verkleinde uitvoering van de vlaggendrongo, met ook verlengde sierveren met lepelvormige uiteinde. Hij verschilt door zijn kleiner formaat, de kuif is minder opvallend waardoor de bovenkop heel vlak lijkt en de staart is niet of ondiep gevorkt.

## Verspreiding en leefgebied
De spateldrongo komt voor op het Indisch subcontinent en in Zuidoost-Azië. Het verspreidingsgebied loopt door India, Nepal, Bangladesh, Bhutan, Myanmar, Cambodja, Laos, Vietnam, Thailand, het schiereiland Malakka, Sumatra en Java. De soort telt vier ondersoorten:
- D. r. tectirostris: van de zuidelijke Himalaya via zuidelijk China tot noordelijk Indochina.
- D. r. peracensis: van zuidelijk Myanmar tot zuidelijk Indochina.
- D. r. lefoli: zuidelijk Cambodja.
- D. r. remifer: Sumatra en Java.

Het is een algemeen voorkomende vogel van verschillende typen bos zowel in het laagland als in heuvelland- en bergbossen tot 2500 m boven de zeespiegel.

## Status
De spateldrongo heeft een groot verspreidingsgebied en de grootte van de populatie is niet gekwantificeerd. Over trends in aantallen is weinig bekend. Daarom staat deze drongo als niet bedreigd op de Rode Lijst van de IUCN.